# Авлига
Евразийската авлига или само авлига (Oriolus oriolus), наричана още златен кос, е един от дребните видове в разред Врабчоподобни. Дължина на тялото около 23 cm, размах на крилете 44 cm и тегло около 75 g. Оперението е красиво съчетано жълто-черно, човката е червена. Краката са сини.
Евразийската авлига е плашлива птица. Много трудно е да бъде доближена на по-малко от 20 m. Може да бъде позната по характерните кратки мелодични звуци, които издава.

## Разпространение
Гнезди в цяла Европа, Азия и северните части на Африка. Прелетна птица, по време на прелетите понякога изминава до 7000 км. Зимува в Централна и Южна Африка, Индия и по островите в Индийския океан. Обитава широколистните гори.
В България се среща почти повсеместно. Обитава окрайнините на горите, паркове, полезащитни пояси, лозови масиви и овощни градини и места с единични дървета.

## Начин на живот и хранене
Храни се с различни видове безгръбначни, гъсеници, насекоми, паяци. Когато имат възможност, ядат и плодове.

## Размножаване
Авлигата е моногамна птица. Гнездото си строи обикновено на голяма височина,  на 10 – 15 и повече метра над земята. Двамата родители заедно строят гнездото в продължение на 5 – 10 дни. Женската снася от 3 до 6 бели, напръскани с кафеникави петънца яйца, които имат размери 30×21 мм. Мъти предимно женската в продължение на около 2 седмици. Двамата родители заедно хранят малките и се грижат за тях. На втората седмица напускат гнездото и родителите продължават да ги хранят още около седмица.

## Допълнителни сведения
В България е защитен вид, включен в Червената книга.